# Lehmann Aviation
Lehmann Aviation Ltd — французька компанія, що розробляє та виробляє професійні цивільні БПЛА з 2005 року. Засновано Бенджаміном Леманом у травні 2001 року.
Компанія пропонує дві лінії безпілотних літальних апаратів: серія L-A повністю автоматичних безпілотних літальних апаратів, розроблених для високоточного картографування з допомогою супутникової системи навігації; будівництво/гірнича справа і Точне рільництво; і серія L-M як автоматичних, так і констрольованих з землі дронів для спостереження в режимі реального часу на великій відстані.